# Frank Stella

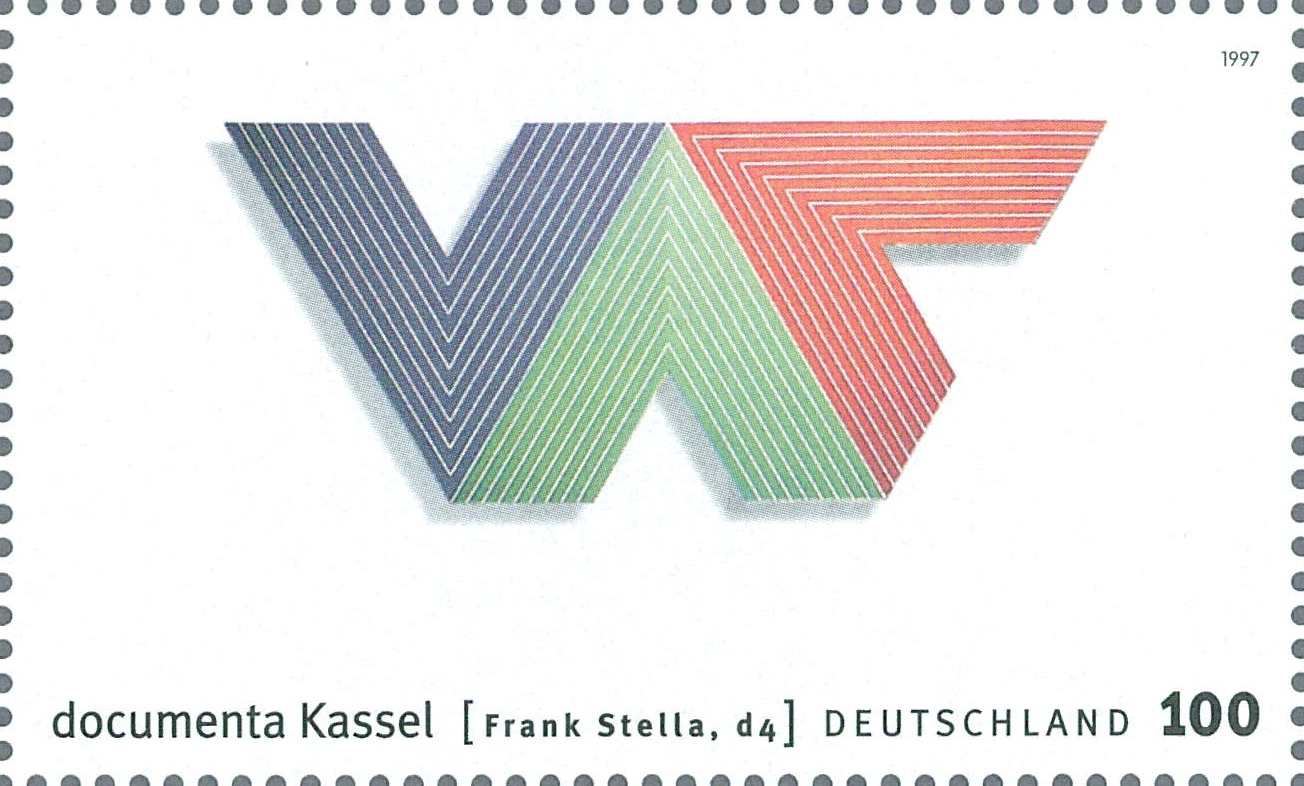
Postzegel ontworpen door Stella voor documenta X (1997)

Frank Philip Stella (Malden (Massachusetts), 12 mei 1936 – New York, 4 mei 2024) was een Amerikaans kunstenaar (kunstschilder, beeldhouwer en graficus). Hij werkte in New York.

## Ontwikkelingen in zijn werk

### De Black Paintings-serie
Stella vestigde zijn naam al op jonge leeftijd met zijn Black Paintings-reeks, die in 1959-60, na een eerdere expositie in het Allen Memorial Art Museum, werd tentoongesteld in het Museum of Modern Art in New York. Met dit werk positioneerde hij zich als een van de belangrijkste vertegenwoordigers van de post-abstract expressionistische schilderkunst, die in 1966 door de Amerikaanse kunstcriticus Clement Greenberg post-painterly abstraction werd gedoopt en die later benamingen kreeg als hard edge-schilderkunst en minimal art (minimalisme). Het ging hier om abstracte, non-illusionistische kunst die het persoonlijke van de action painting verruilde voor het formele en feitelijke. In 1966 zei Stella over zijn werk: "Wat je ziet is wat je ziet", wat de officieuze slogan van het minimalisme werd.
De Black Paintings bestonden uit werken waarbij op het ongeprepareerde doek symmetrische patronen van zwarte banen zijn geschilderd. Het vrije, spontane gebaar van de action painters ruilde Stella in voor een koele, beredeneerde handelwijze. De schilderijen zijn gestructureerd volgens het principe van deductie: de maten van de elementen binnen het schilderij zijn afgeleid van de maten en verhoudingen van het schilderij als geheel. De breedte van de strepen is gebaseerd op de breedte van de spielatten waartegen het doek is opgespannen.
De romantiek, die kleefde aan de action painting, werd verder ondermijnd door de wijze waarop Stella het schilderij maakte. Hij ging huishoudverf gebruiken, en plakte met tape delen af om rechte lijnen te verkrijgen.
De titels die hij aan deze werken gaf (zoals "Arbeid maakt vrij") lijken de functie te hebben de buitenwereld via culturele associaties in het werk te betrekken. Zwart is in deze opvatting niet alleen een kleur, maar ook drager van betekenissen, en refereert aan ras, goed/slecht, of aan het existentialisme.
De Black Paintings-serie worden gevolgd door de Aluminum Paintings (1960) en de Copper Paintings (1960-61), waarbij Stella delen van het doek begint weg te snijden, en er 'shaped canvasses' ontstaan, vaak in een L- of U-vorm. Dit concept is hij trouw in de jaren zestig met de Irregular Polygon- (1965-67) en Protractor (1967-71)-series.

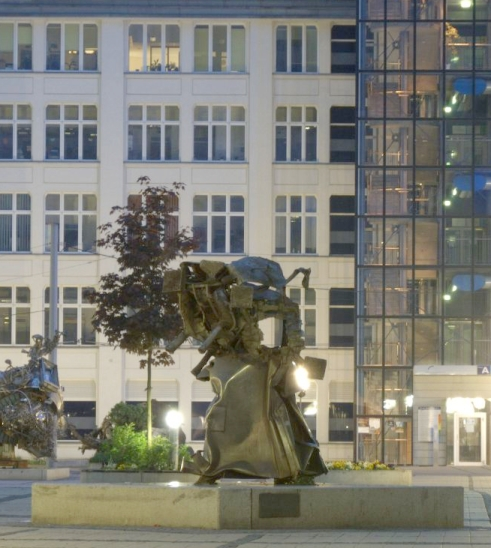
Garrison, 1995 (Jena, Thüringen, Duitsland)

### Werk vanaf de jaren zeventig
In 1970 brengt Frank Stella driedimensionale elementen in zijn werk, zoals constructies van verf, papier en vilt (de Polish Villages-serie). In 1974 lijkt hij een stap terug te zetten naar het puriteinse reductionisme van zijn eerdere werk met de Diderot-serie, die bestaat uit geometrische composities van gekleurde banen die concentrische vierkanten creëren, waarbij de kleur telkens verspringt. In 1976 ontstaat de Exotic Bird-serie: grillige, gelaagde constructies met gebogen vormen en beeldhouwkundige elementen waarbij aluminiumplaten, beschilderd met felle kleuren, uit de muur steken.
Deze omslag van geometrische structuren naar grillige, driedimensionale vormen met exuberanter kleurgebruik, zet zich voort in de jaren 80 en 90. Vanaf het midden van de jaren 80 tot het midden van de jaren 90 creëert Stella een groot aantal werken rond het thema Moby Dick. In de jaren 80 ontstaat ook de Cones and Pillar-serie. In dit werk (waarvan de titels zijn ontleend aan sprookjes van Italo Calvino) is de invloed van Pablo Picasso en Fernand Léger, en het synthetisch-kubisme in het algemeen zichtbaar. Het verbond van gelijktijdigheid en de ruimte, die de kubisten op het platte vlak nastreefden, zette Stella om naar werkelijke driedimensionaliteit. De ruimte die hij creëerde is complex en dubbelzinnig: sommige vormen kunnen zowel als plat als ruimtelijk worden gezien. Ruimte-illusies schuiven in deze werken op een speelse manier over elkaar heen.
In de jaren 90 maakte Stella ook vrijstaande sculpturen en ontwikkelde hij architectonische plannen. Hij maakte o.a. in 1993 een ontwerp voor een Museum voor Moderne Kunst in Dresden, maar dat plan werd niet uitgevoerd. In 2009 ontving hij de National Medal of Arts uit handen van Barack Obama.
Stella overleed op 4 mei 2024 op 87-jarige leeftijd.

Memantra, 2005 (New York)

## Tentoonstellingen
- 1959 Three Young Americans, Allen Memorial Art Museum, Oberlin College
- 1959-60 Sixteen Americans, Museum of Modern Art, New York
- 1964-65 The Shaped Canvas, Solomon R. Guggenheim Museum
- 1966 Systematic Painting, Solomon R. Guggenheim Museum
- 1968 4.documenta, Kassel
- Overzichtstentoonstelling, Museum of Modern Art, New York
- 1977 documenta 6, Kassel
- Overzichtstentoonstelling, Museum of Modern Art, New York
- Overzichtstentoonstelling, Haus der Kunst, München